# グリーゼ777
グリーゼ777 (Gliese 777) は、太陽系から52光年の距離にあるはくちょう座の6等星で、太陽に似た恒星と暗い赤色矮星の連星である。2009年までに恒星Aを周回する2つの太陽系外惑星が発見されている。別名としては HD 190360 が用いられる。

## 恒星
| 太陽 | グリーゼ777A |
| ---- | ------------ |
| 太陽 | Exoplanet    |

グリーゼ777は、スペクトル型G型の準巨星とスペクトル型M型の赤色矮星から構成される。両天体は天球上で168秒角ほど離れているが、共通した固有運動を持つため重力的に束縛された連星と考えられている。軌道半径は最低でも1266AUで、一巡りに4万年以上を要する。
恒星Aは太陽に似た星で、太陽とほぼ同じ質量を持つが、金属量が多く年齢は古い。表面温度のわりに半径と光度が大きいため、光度階級では準巨星 (IV) や準巨星と主系列星の中間 (IV-V) に分類されることが多い。ヒッパルコス衛星の観測ではグリーゼ777Aに変光は見つかっていおらず、ほぼ一定の光度で輝いていると考えられている。
恒星Bはスペクトル型Mの赤色矮星で、可視光での明るさが太陽の2000分の1以下しかない。距離が離れているため恒星Aの惑星系に与える影響は小さい。

## 惑星系
2003年にグリーゼ777Aの周囲を公転する太陽系外惑星が発見された。この惑星はグリーゼ777Ab、あるいは単にグリーゼ777bと呼ばれ、太陽系の木星によく似た真円に近い軌道を持つとされた。しかしその後の研究で、惑星の軌道は当初の推定より潰れた楕円になっており、実際にはあまり木星に似ていないことが明らかになった。2009年に公表された軌道要素では、軌道離心率は0.313（±0.019）と計算されている。
2005年には海王星クラスの質量を持つ別の惑星の発見が報告された。この惑星はbの内側を公転しており、軌道半径が0.13AUと小さい。この軌道を太陽系に当てはめると、水星 (0.4AU) のさらに内側に相当する。
2004年に行われたシミュレーションでは、グリーゼ777Aのハビタブルゾーン (0.7-1.3AU) に軌道を持つ仮想的な地球型惑星は、楕円軌道の巨大惑星bの存在にもかかわらず安定な軌道を保てることが示された。ただし、この研究は惑星cの発見前に行われたため、その影響は考慮されていない。
| 名称 （恒星に近い順） | 質量              | 軌道長半径 （天文単位） | 公転周期 (日)  | 軌道離心率  | 軌道傾斜角 | 半径 |
| --------------------- | ----------------- | ----------------------- | -------------- | ----------- | ---------- | ---- |
| c                     | >0.0600±0.0076 MJ | 0.1304±0.0075           | 17.1110±0.0048 | 0.237±0.082 | —          | —    |
| b                     | >1.56±0.13 MJ     | 4.01±0.23               | 2915±29        | 0.313±0.019 | —          | —    |